# Cassis (canção)
"Cassis" é o oitavo single da banda japonesa de rock The Gazette, lançado como estreia na gravadora King Records (do Japão). Foi lançado em três edições, começando pelas limitadas em 6 de dezembro de 2005: o "tipo A" contendo um videoclipe da música "Cassis" e o "tipo B" possuindo uma faixa bônus. A edição regular, lançada em 1 de janeiro de 2006, acompanhou apenas o CD com as faixas "Cassis" e "Toguro" (蜷局).
O videoclipe de "Cassis" foi filmado na Áustria. 
"Cassis" foi regravada em 2017 para o álbum de regravações Traces Vol.2. Também foi incluída no álbum de compilação de 2007 ROCK NIPPON Shouji Noriko Selection, onde as faixas foram escolhidas por Noriko Shouji.

## Recepção
O single alcançou a sexta posição na Oricon Singles Chart.
Foi certificado ouro pela RIAJ por alcançar mais de 100,000 downloads pagos.

## Faixas

### Tipo A
| Disco um (CD) |                 |         |  |
| N.º           | Título          | Duração |  |
| 1.            | "Cassis"        | 6:45    |  |
| 2.            | "Toguro" (蜷局) | 4:08    |  |

| Disco dois (DVD) |                       |         |  |
| N.º              | Título                | Duração |  |
| 1.               | "Cassis" (Videoclipe) |         |  |

### Tipo B
| Disco um (CD) |                 |         |  |
| N.º           | Título          | Duração |  |
| 1.            | "Cassis"        | 6:45    |  |
| 2.            | "Toguro" (蜷局) | 4:08    |  |
| 3.            | "Bite to All"   | 3:25    |  |

### Regular
| N.º | Título          | Duração |  |
| 1.  | "Cassis"        | 6:45    |  |
| 2.  | "Toguro" (蜷局) | 4:08    |  |